# Homovanillinsäure
Homovanillinsäure (HVS, engl.: HVA = homovanillic acid) ist das Abbauprodukt von Dopamin. Dieses wird über mehrere Zwischenstufen in 3-Methoxytyramin und zuletzt in Homovanillinsäure umgewandelt. An der Umwandlung sind drei Enzyme beteiligt: die Monoaminooxidase (MAO), die Catechol-O-Methyltransferase (COMT) und die Aldehyddehydrogenase.
Homovanillinsäure kann als Tumormarker beim Neuroblastom, als auch beim malignen Phäochromozytom dienen. Die quantitative Bestimmung in Harnproben kann gemeinsam mit anderen Metaboliten biogener Amine durch Gaschromatographie nach Extraktion und Vortrennung durch lipophile Gelchromatographie an Sephadex LH 20 erfolgen.